# Терри-Томас
Терри-Томас (англ. Terry-Thomas, при рождении Томас Терри Ор Стивенс — англ. Thomas Terry Hoar Stevens; 10 июля 1911 — 8 января 1990) — британский комик и актёр, наиболее популярный в 1950—1960-х годах.

## Биография
Дебютировал в кино в 1933 году. Во время Второй мировой войны служил в действующей армии. После 1945 года работал на телевидении и на радио. Номинировался в 1959 году на премию BAFTA за роль в фильме «Мальчик-с-пальчик», и в 1964 году — на премию «Золотой глобус» за роль в фильме «Мышь на луне». В конце 1970-х годов практически перестал сниматься из-за болезни Паркинсона.

## Избранная фильмография
| Год  |   | Русское название                               | Оригинальное название                          | Роль                          |
| ---- | - | ---------------------------------------------- | ---------------------------------------------- | ----------------------------- |
| 1936 | ф | Облик грядущего                                | Things to Come                                 |                               |
| 1948 | ф | Свидание с мечтой                              | A Date with a Dream                            | Терри                         |
| 1949 | ф | Кавардак                                       | Helter Skelter                                 | камео                         |
| 1956 | ф | Незрелый человек                               | The Green Man                                  | Чарльз Боуглфлауэр            |
| 1957 | ф | Голая правда                                   | The Naked Truth                                | лорд Генри Мейли              |
| 1958 | ф | Мальчик-с-пальчик                              | tom thumb                                      | Айвэн                         |
| 1959 | ф | Карлтон-Браун — дипломат                       | Carlton Brown of the F.O.                      | Карлтон-Браун                 |
| 1959 | ф | Я в порядке, Джек!                             | I'm All Right Jack                             | майор Хичкок                  |
| 1960 | ф | Школа для негодяев                             | School for Scoundrels                          | Рэймонд Дэлони                |
| 1962 | ф | Удивительный мир братьев Гримм                 | The Wonderful World of the Brothers Grimm      | Сэр рыцарь Людвиг             |
| 1963 | ф | Это безумный, безумный, безумный, безумный мир | It's a Mad, Mad, Mad, Mad World                | подполковник Алджернон Готорн |
| 1965 | ф | Воздушные приключения                          | Those Magnificent Men on Their Flying Machines | сэр Перси Уэр-Армитидж        |
| 1965 | ф | Как пришить свою жёнушку                       | How to Murder Your Wife                        | Чарльз                        |
| 1966 | ф | Большая прогулка                               | La grande vadrouille                           | сэр Реджинальд                |
| 1967 | ф | Руководство для женатого мужчины               | A Guide for the Married Man                    | Гарольд                       |
| 1968 | ф | Дьяволик                                       | Danger: Diabolik                               | министр                       |
| 1969 | ф | Один из тринадцати                             | Una su 13                                      | Альберт                       |
| 1971 | ф | Ужасный доктор Файбс                           | The Abominable Dr. Phibes                      | доктор Лонгстрит              |
| 1973 | ф | Склеп ужаса                                    | The Vault of Horror                            | Артур Гритчит                 |
| 1973 | ф | Робин Гуд                                      | Robin Hood                                     | Сэр Хисс (озвучивание)        |
| 1978 | ф | Собака Баскервилей                             | The Hound of the Baskervilles                  | доктор Мортимер               |